# Jars of Clay (album)
Jars of Clay è il primo album in studio del gruppo musicale statunitense Jars of Clay, pubblicato nel 1995.

## Tracce
1. Liquid - 3:32
2. Sinking - 3:47
3. Love Song for a Savior - 4:46
4. Like a Child - 4:35
5. Art In Me - 3:58
6. He - 5:19
7. Boy on a String - 3:31
8. Flood - 3:31
9. Worlds Apart - 5:18
10. Blind + Four Seven (hidden track) + Strings Studio Session for Blind (hidden track)